# Мартинсхее
Мартинсхее (њем. Martinshöhe) општина је у њемачкој савезној држави Рајна-Палатинат. Једно је од 50 општинских средишта округа Кајзерслаутерн. Према процјени из 2010. у општини је живјело 1.738 становника. Посједује регионалну шифру (AGS) 7335203.

## Географски и демографски подаци
Мартинсхее се налази у савезној држави Рајна-Палатинат у округу Кајзерслаутерн. Општина се налази на надморској висини од 403 метра. Површина општине износи 10,9 km². У самом мјесту је, према процјени из 2010. године, живјело 1.738 становника. Просјечна густина становништва износи 159 становника/km².